# 重生爱人
《重生爱人》是由非凡影界（北京）影视文化传媒有限公司、北京环球映画影视文化传媒有限公司、西安金金影视文化传媒有限公司、上海灵岩文化传播有限公司、北京流金岁月文化传播有限公司联合出品的青春爱情片。由曹大伟编剧、执导，王丽坤、金泛、郑元畅主演。
电影以青春校园为背景，讲述了苏莹与江重云两人青梅竹马、两小无猜的成长故事。影片于2015年5月15日在全国公映。

## 劇情介紹
影片讲述了神秘人的出现，让苏莹惊恐的发现自己的未婚夫竟然是十几年前已死于意外火灾的高中同学。随着记忆和线索的展开，伴随着美好初恋和青春的诡异火灾以及背后的骇人真相渐渐浮出水面。

## 演員表
- 王丽坤 飾 苏莹
- 金汎 飾 江重云
- 郑元畅 飾 程峰回

## 幕后花絮
《重生爱人》是郑元畅退伍后主演的第一部电影。
《重生爱人》是金泛第一次主演中国电影。为了能够最大程度地保持口型与后期配音一致，他在现场尽量说中文，结果导致台词一半中文一半韩语，经常是前一句还是中文后面还加了一个“思密达”。
《重生爱人》劇組多個部門被剋扣工資

## 幕后制作
- 非凡影界（北京）影视文化传媒有限公司
- 北京环球映画影视文化传媒有限公司
- 西安金金影视文化传媒有限公司
- 上海灵岩文化传播有限公司
- 北京流金岁月文化传播有限公司

## 发行信息
2014年10月电影《重生恋人》在成都开机。
2014年10月15日片方首次发布了三位主演的定妆照。
2014年10月20日在北京举行了关机发布会，同时片方首发曝光了一组《重生恋人》的先导海报。
2015年4月8日，片方公布了首款预告片和定档海报，电影更名为《重生爱人》。